# 潘蘇通
潘蘇通，JP（1963年—），是一名香港商人和企業家、松日集團創辦人、現任香港高銀金融地產控股有限公司（高銀集團）主席、第十三屆全國政協委員、港島聯前任首席會長。

## 生平
潘蘇通1963年出生於中國廣東韶關，1976年移居美國，1984年開始於香港與松下電器合作從事貿易生意。1993年，潘蘇通在香港成立松日集團，主要業務為生產家庭電器。2002年，潘蘇通收購香港上市公司英皇科技資訊，將其易名為「松日通訊控股有限公司」。2008年9月3日，該公司名稱再由松日通訊控股有限公司變更為「高銀地產控股有限公司」。2008年底，潘蘇通收購另一家香港上市公司廣益國際，易名「高銀金融（集團）有限公司」。 高銀地產控股有限公司於2017年8月17日完成私有化收購，8月18日起撤銷上市地位。
集團旗下包括高銀地產控股有限公司、高銀金融（集團）有限公司、高銀證券有限公司、松日數碼控股有限公司；其中高銀金融（集團）有限公司為香港主板上市公司，股份代號為00530。
《壹週刊》曾於報導中提及他在內地曾經為官員擔任司機，及後潘蘇通澄清並無此事。
潘蘇通在《福布斯》2019年香港富豪榜排名第16位，身家達50億美元。
他在2018年11月獲嶺南大學頒授榮譽工商管理學博士。

## 事業
潘蘇通是高銀地產控股有限公司控股股東、執行董事兼董事會主席、行政總裁、提名委員會及執行委員會之主席、薪酬委員會成員，亦是高銀金融（集團）有限公司的控股股東、非執行董事兼董事會主席和提名委員會及企業管治委員會之主席。
熱愛馬球的潘蘇通是香港馬球發展及推廣協會主席和國際馬球聯合會副總裁。 2017年9月，潘蘇通與林建岳、鄭翔玲及嚴彬共同發起成立一帶一路總商會，並擔任其基金會主席。 
2015年，潘蘇通捐款予香港嶺南大學，成立「潘蘇通滬港經濟政策研究中心」，加強研究中港兩地經濟金融發展的相關議題。
2022年7月8日，中國信達向高銀金控、高銀天津、松日資訊及潘蘇通等，入稟追債74億元人民幣。
中信銀行（國際）以潘蘇通名下一間公司未有清還80億元貸款為由，要求作為貸款擔保人的潘蘇通破產，並獲法院於2022年7月接納，最終頒令潘蘇通破產，公司亦被清盤。
2023年2月，信託人今在高等法院提出申請，指潘早前一直未有出席會面以提供有關其資產問題，故按《破產條例》要求法庭「不開始令」，即把4年破產期視作從未開始，法官陳靜芬遂作出命令，暫不開始計算破產期，直至潘與信託人會面為止，代表其破產令將會延長。

## 葡萄酒
潘蘇通熱愛葡萄酒，其集團於2011年收購位於美國加州納帕谷佔地16公頃之著名SLOAN酒莊及葡萄園；著名酒評家Robert Parker曾給此莊園的2002及2007年葡萄酒評分100滿分。2013年5月30日，集團再收購了位於法國波爾多龐美洛區的Château Le Bon Pasteur、聖艾美倫區的Château Rolland-Maillet和拉朗德波美侯區的Château Bertineau St-Vincent。是次酒莊買賣由聞名全球之名酒顧問兼高銀金融長期合作夥伴Michel Rolland促成；收購成功後，釀酒生產等流程跟加州納帕谷的SLOAN酒莊一樣，由酒莊原班人馬主理。

## 馬球

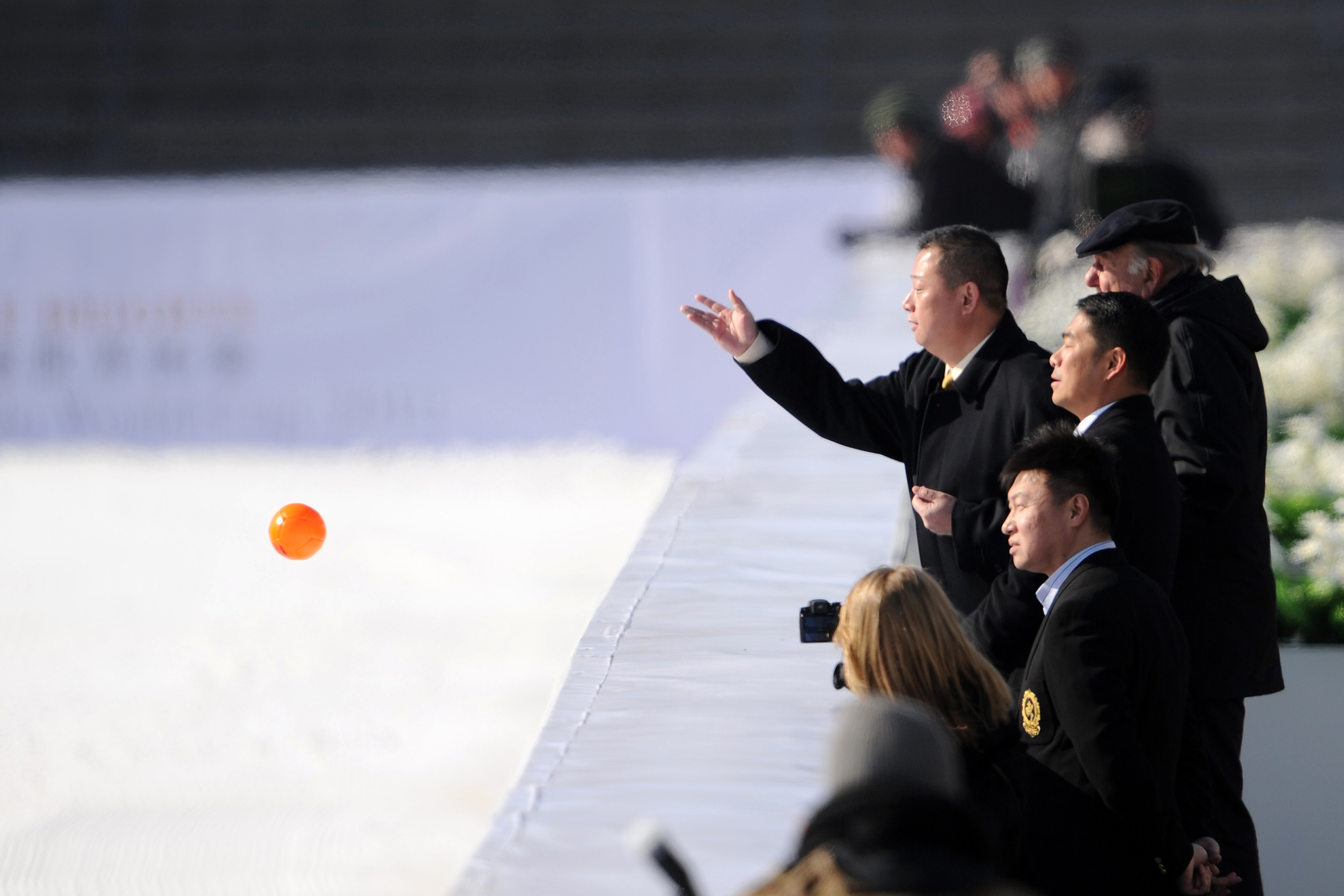
潘蘇通於富國高銀雪地馬球世界盃賽2013主持開球儀式

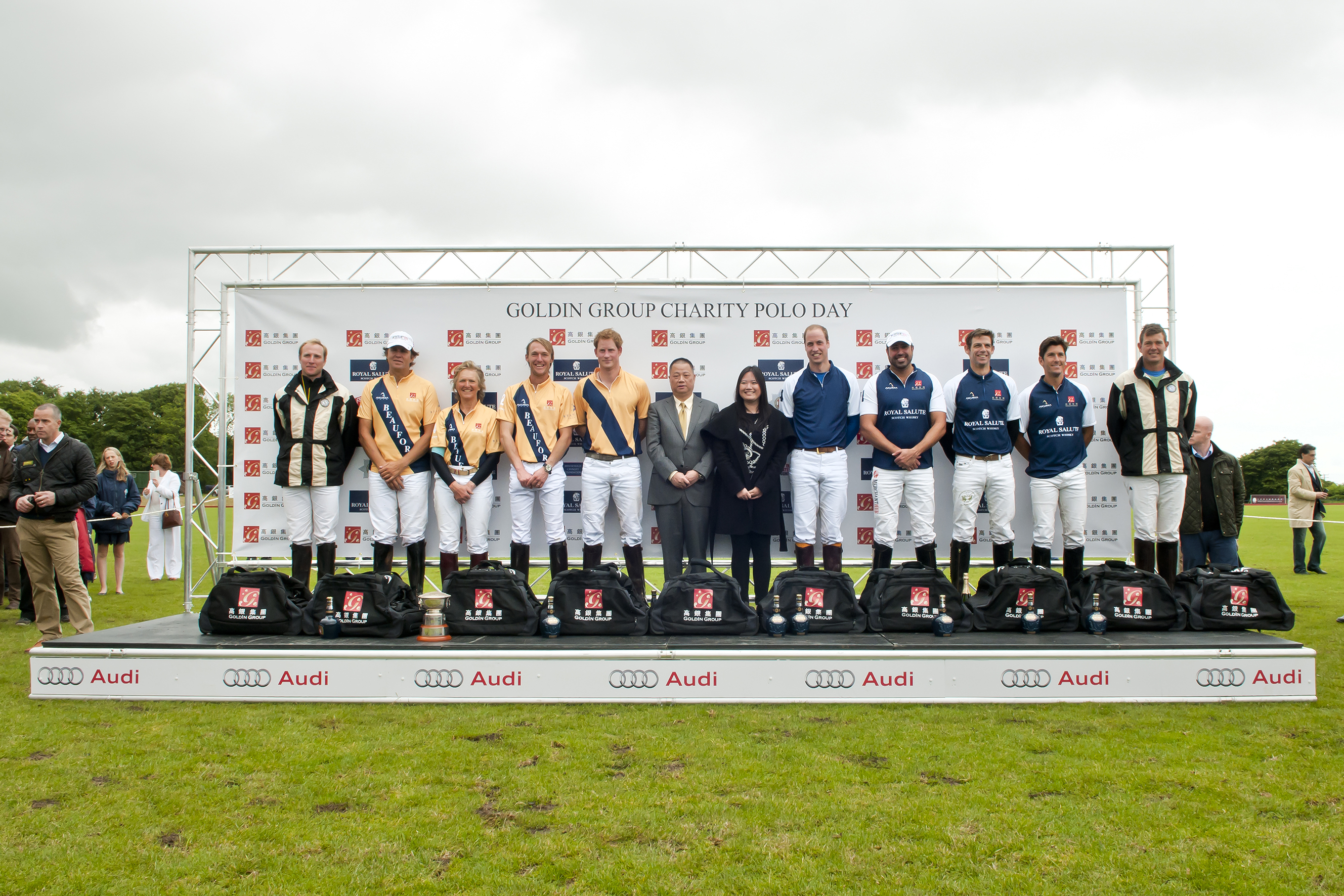
潘蘇通在其集團贊助於英國保佛馬球俱樂部舉行的高銀慈善賽中與英國威廉王子及哈里王子的隊伍合照

2011年，香港馬球發展及推廣協會成立，為非牟利組織，潘蘇通擔任協會主席。2012年12月，於國際馬球聯合會的年度會員大會中，潘蘇通當選為國際馬球聯合會副總裁。
高銀旗下的天津環亞國際馬球會，自2010年11月成立以來舉辦了多個國際馬球賽事和邀請賽，包括2011高銀環亞國際雪地馬球挑戰賽、2011富國高銀黃金盃馬球賽、2011高銀青年盃、2012至2017
富國高銀雪地馬球世界盃賽、2012、2013及2014富國高銀超級國家盃、2013及2014瑪莎拉蒂環亞馬球經典賽、2013至2018 環亞馬球大學邀請賽。
集團亦分別於2012、2013、2014及2015年的6月贊助在英國保佛馬球俱樂部舉行的高銀慈善賽，英國的威廉王子和哈里王子於四次賽事均有參賽。

## 馬主生涯

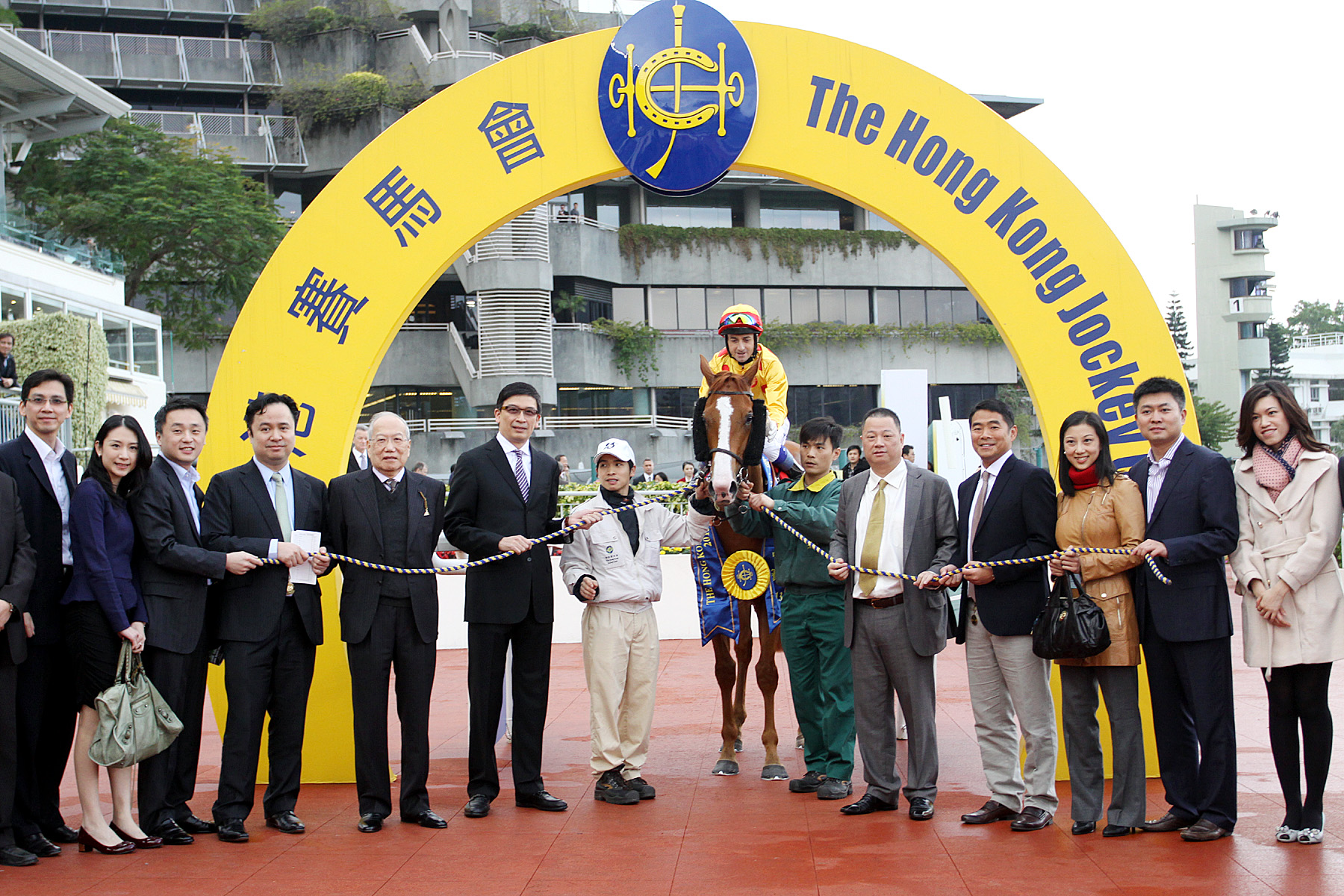
潘蘇通於其名下賽駒大運財在2013香港經典一哩賽奪冠後拉頭馬

2011年開始，潘蘇通、潘劉建明伉儷開始參與香港賽馬活動，以高價購入多匹馬，包括手風順（徐雨石馬房）、大運財、事事為王、王者無敵、大雄圖、大金庫、事事亨通、運財再來（高伯新馬房）、大印銀紙、代代為王、大運起、大運當頭（告東尼馬房）。
據傳媒報導，事事為王身價達港幣2000萬；其父系Dubawi為一級賽愛爾蘭National Stakes冠軍，而事事為王則在2012年一級賽愛爾蘭打吡中奪得殿軍後，於2013年寶馬香港打吡大賽以大熱姿態贏得冠軍。事事為王在2013年11月17日於沙田馬場舉行的二級賽浪琴表馬會盃 (2000米) 中以一馬頭位之距敗於安賞，奪得亞軍後，在同年12月8日於沙田馬場舉行的國際一級赛浪琴錶香港盃拿下冠軍。
2014年6月6日，「事事為王」宣佈退役，並將於位於南澳洲、前身為靈犀牧場 (Lindsay Park Stud) 的 Goldin Farms育馬場開展其種馬事業。
潘蘇通愛駒大運財，其父系色彩人生服役時曾獲14次頭馬，更是一級賽義大利Premio Vittorio Di Capua冠軍。大運財是2013年香港經典一哩賽冠軍，於2013年寶馬香港打吡大賽取得季軍佳績，在2013年10月1日舉行的國慶盃中取得冠軍後，同月27日亦在沙田馬場舉行的香港二級賽東方表行沙田錦標中勝出，並在11月17日於二級賽「中銀理財」馬會一哩錦標中勇摘桂冠。在2014年3月16日舉行之香港一級賽1400米女皇銀禧紀念盃中，大運財以1/2馬位擊敗「花月春風」奪冠。大運財於2014至15年度馬季的首戰、即10月5日舉行的慶典盃中，克服了負130磅重磅以及直路上一度受困的不利形勢，擊敗一眾星級賽駒奪魁。2015年2月15日，大運財在香港一級賽1200米主席短途獎賽事中，以一短馬頭位之先擊敗亞軍「友瑩格」掄元 ，該賽同時是馬匹首次角逐1400米以下途程；其後馬匹越戰越勇，於同年11月21日舉行之中銀理財馬會短途錦標撃敗「幸福指數」及「新力風」，再次奪冠。
在2016年8月初，「大運財」遠征法國，出戰紀爾斯大賽，於最後200米拋下蘇銘倫，賽後被人道毀滅。 
2016年1月31日，潘蘇通名下現役賽駒「大印銀紙」以短馬頭位之先力壓「戰利品」攻下國際一級1600米賽董事盃，取得其在港首項分級賽冠軍。 
2013年9月12日，潘蘇通的高銀金融地產控股有限公司旗下澳洲分公司（Goldin Australia Pty Ltd），對外公布已完成收購位於南澳洲、佔地1257.5英畝的靈犀牧場 (Lindsay Park Stud)，作為展開繁殖及訓練頂級純種競賽馬匹事業的基地。
2018年3月28日，「大雄圖」勇奪香港一班賽事1800米跑馬地銀瓶，其後於4月29日在國際一級賽愛彼女皇盃跑獲亞軍。
2022年3月14日，「大金庫」（在港累積三場頭馬）、「事事亨通」同日結束在港競賽生涯。

## 旗下品牌代言人
2005年，潘蘇通的松日集團與知名奧運金牌泳手米高·菲比斯簽下合約，以米高．菲比斯為MP3產品代言。松日選擇與菲比斯合作，據說是因為他喜歡比賽前聽音樂去放鬆自己，刺激鬥心。菲比斯不僅為產品拍攝廣告片，出席產品發布記者會等，更在奧運會上不只一次在跳臺前使用該產品聽音樂。
在與香港藝人的代言合作方面，松日MP3在2002年至2008年間由香港樂壇青春明星代言，包括Twins、謝霆鋒、Boy'z成員關智斌與梁洛施等。